# Centre Le Corbusier

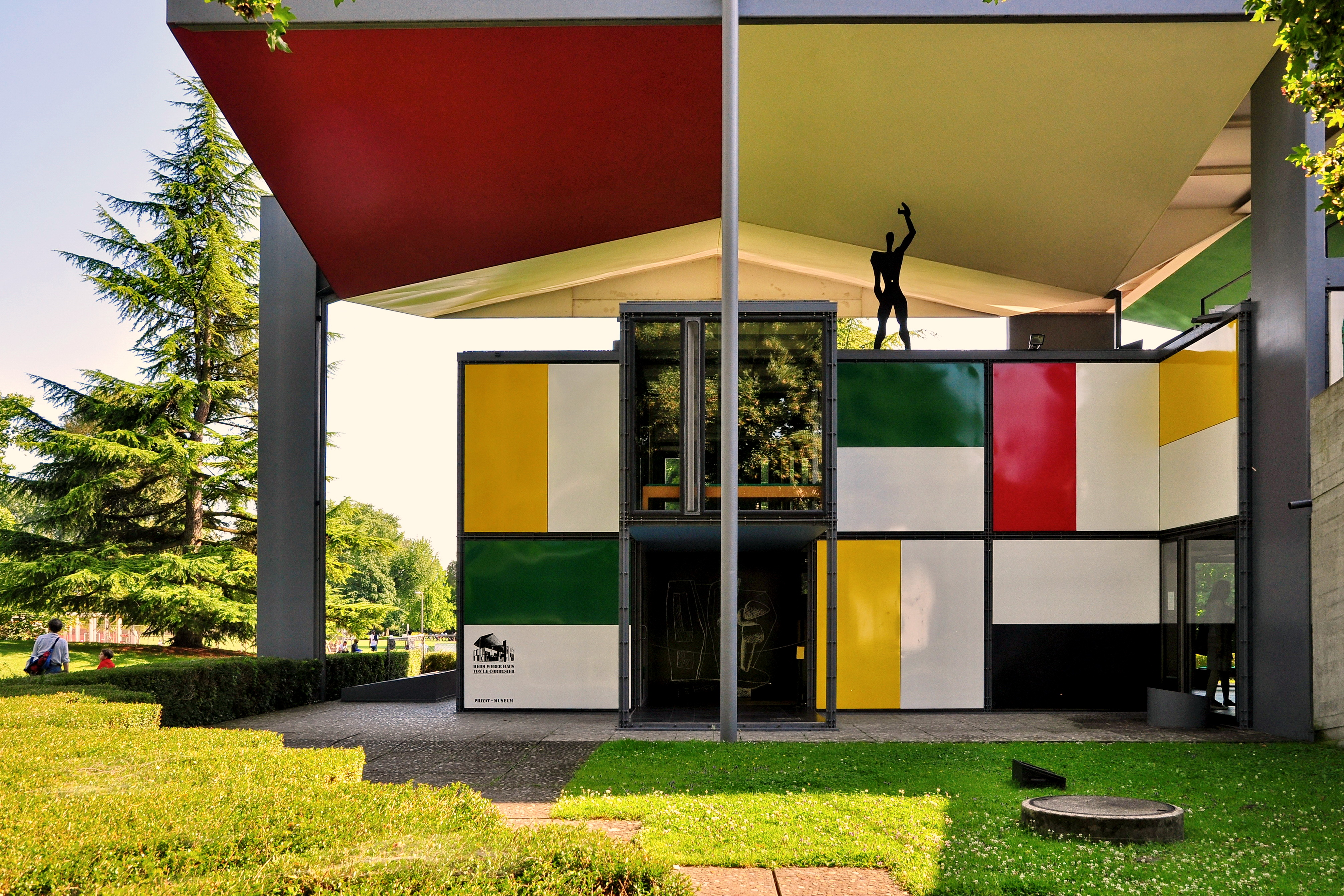
Centre Le Corbusier.

Centre Le Corbusier är ett kulturcenter i Zürich i Schweiz. Byggnaden uppfördes på uppdrag av konstsamlaren och kuratorn Heidi Weber mellan 1964 och 1967 och ritades av Le Corbusier. Förutom Webers konstsamling som ställts ut i ett museum finns en permanent utställning om Le Corbusiers liv, arkitektur- och konstgärning. 
Byggnaden kan ses som ett växling i arkitektens stil, som under årtiondena innan hade präglats av brutalistiska betongstrukturer. Centre Le Corbusier är istället byggd med stomme i stål och färgglada, uppglasade fasadpaneler. Karaktäristiskt för huset är också det upphöjda, kraftigt accentuerade taket som hålls uppe av stålpelare och skyddar den låga utställningsbyggnaden från väder och vind.